# 898
898 (DCCCXCVIII) var ett normalår som började en söndag i den julianska kalendern.

## Händelser

### Januari
- Januari – Sedan Theodor II har avlidit förra året väljs Johannes IX till påve.
- Kejsarinnan He blir Kinas första kejsarinna sedan 786.

## Födda
- Hugo den vite, greve av Paris.

## Avlidna
- 1 januari – Odo, kung av Västfrankiska riket sedan 888
- Lambert av Spoleto